# Tirage photographique
 (août 2020).
Si vous disposez d'ouvrages ou d'articles de référence ou si vous connaissez des sites web de qualité traitant du thème abordé ici, merci de compléter l'article en donnant les références utiles à sa vérifiabilité et en les liant à la section « Notes et références ».

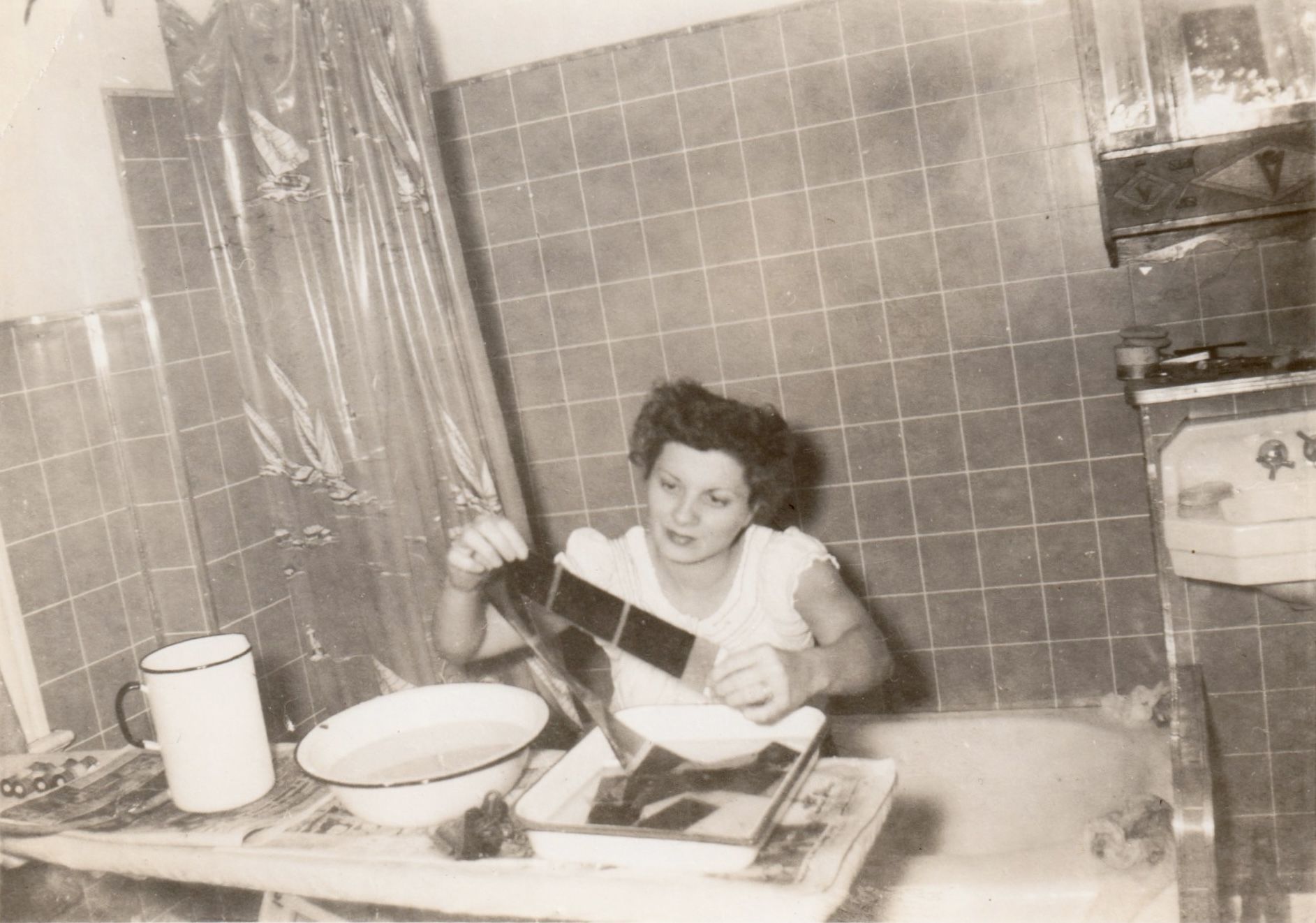
Développement photographique en 1940

Un tirage photographique est le support papier fort grammage sur lequel a été impressionné une image photographique.
Ses dimensions peuvent aller de quelques centimètres (on parle alors de « photo ») à plusieurs mètres (on parle alors d'« agrandissement »), en noir et blanc ou bien en couleur.
C'est aussi, d'autre part, le résultat d'un ensemble d'opérations appelée « le tirage ».
Ce tirage est, quant à lui, l'opération (généralement manuelle) qui consiste à reporter une image négative sur un support opaque ou translucide pour en faire une image positive.
Elle est effectuée soit par le photographe lui-même, soit par un tireur, artisan ou salarié d'un laboratoire photographique.

## Un tirage
Il s'agit d'un objet, feuille ou panneau.

### Support
Papier, cartoline, plastique, contrecollé, etc.

### Dimensions
Les dimensions d'un tirage peuvent aller de la plus petite taille demandée à plusieurs mètres. En effet même si les dimensions les plus standards seront de 10x15 ou 20x30 ou encore 40x50, toutes les tailles peuvent être envisagées dès lors que l'on utilise des logiciels tels que photoshop ou encore Lightroom. Ainsi même les plus petites tailles comme de 4x4 cm peuvent être réalisées et bien d'autres...

## Le tirage
Il s'agit d'un ensemble d'opérations.

### Le tirage en couleurs
En argentique, le tirage couleur était fait en laboratoire spécialisé. Le tirage nécessitait de nombreux produits et surtout des gradations de filtres jaunes, magenta et cyan pour obtenir une image avec les bonnes couleurs.
Aujourd'hui, les laboratoires font une simple impression de l'image avec des imprimantes spécialisées.